# عملية الفجر (1997)
عملية الفجر (بالتركية: Şafak Harekâtı)‏ كانت عملية عبر الحدود قامت بها القوات المسلحة التركية في شمال العراق بين 25 سبتمبر و15 أكتوبر 1997 ضد حزب العمال الكردستاني.
أدت النتيجة غير الناجحة لعملية المطرقة عام 1997 إلى هذه العملية.

## إصابات
أعلنت تركيا عن مقتل ما مجموعه 31 من أفراد 3 ضباط صف و24 جنديًا و4 حراس قرويين؛ وعدد الجرحى كان مجموعه 91 فردًا من أصل 5 ضباط مفوضين و7 ضباط صف، و77 جندي، وحارسان قرويان وبلغ إجمالي عدد المقاتلين الذين تم تحييدهم 902، مع مقتل 865 واعتقال 37. أسفرت المصادمات بين حزب العمال الكردستاني والحزب الديمقراطي الكردستاني عن «خسائر كبيرة» للحزب الديمقراطي الكردستاني.